# Универзитет Унион — Никола Тесла
Универзитет Унион — Никола Тесла је приватни универзитет у Београду. Основан је 29. августа 2011. године, након одвајања од Универзитета Унион. Тренутно се састоји од шест интегрисаних факултета, као и додатних седам у својству независних правних лица.

## Историја
Компанија Градитељ-инжењеринг је 2001. године основала Факултет за градитељски менаџмент. Године 2005. Факултет за градитељски менаџмент заједно са Факултетом за дизајн и Факултетом за индустријски менаџмент оснивају Универзитет Унион. Године 2010. Факултет за градитељски менаџмент иступа из Универзитета Унион заједно са Факултетом за менаџмент некретнина, Факултетом за предузетнички бизнис и Факултетом за екологију и заштиту животне средине и оснивају Универзитет Унион — Никола Тесла.
Данас Универзитет Унион — Никола Тесла у свом саставу има шест факултета без правног лица: Факултет за градитељски менаџмент, Факултет за предузетнички бизнис и менаџмент некретнина, Факултет за екологију и заштиту животне средине, Факултет за међународну политику и безбедност, Факултет за економију и финансије и Факултет за информатику и рачунарство и девет факултета са својством правног лица: Факултет за спорт, Факултет примењених наука, Факултет за инжењерски менаџмент, Факултет за информационе технологије и инжењерство, Факултет за пословне студије и право, Факултет за менаџмент, Факултет за право, безбедност и менаџмент, Факултет за дипломатију и безбедност.

## Организација
У свом интегрисаном саставу Универзитет Унион — Никола Тесла има шест факултета:
- Факултет за градитељски менаџмент
- Факултет за екологију и заштиту животне средине
- Факултет за економију и финансије
- Факултет за предузетнички бизнис и менаџмент некретнина
- Факултет за међународну политику и безбедност
- Факултет за информатику и рачунарство

Универзитет Унион — Никола Тесла такође чини и додатних седам факултета у својству независних правних лица:
- Факултет за спорт
- Факултет за инжењерски менаџмент
- Факултет за информационе технологије и инжењерство
- Факултет за пословне студије и право
- Факултет за менаџмент
- Факултет за право, безбедност и менаџмент
- Факултет за дипломатију и безбедност